# Madonna col Bambino (Cima da Conegliano Londra 1499-1502)
La Madonna col Bambino è un dipinto a olio su tavola (64,8x52,1 cm) di Cima da Conegliano, databile 1499-1502 e conservato nella National Gallery di Londra.
La Vergine con il Bambino sono seduti dietro un parapetto in marmo. Gesù tiene la cintura della Vergine, entrambe le figure guardano dritto fuori dal quadro.